# Eumenophorus
Genre
Synonymes
- Monocentropella Strand, 1907

Eumenophorus est un genre d'araignées mygalomorphes de la famille des Theraphosidae.

## Distribution
Les espèces de ce genre se rencontrent en Afrique.

## Liste des espèces
Selon World Spider Catalog (version 21.0, 06/04/2020) :
- Eumenophorus clementsi Pocock, 1897
- Eumenophorus murphyorum Smith, 1990

## Publication originale
- Pocock, 1897 : On the spiders of the suborder Mygalomorphae from the Ethiopian Region, contained in the collection of the British Museum. Proceedings of the Zoological Society of London, vol. 1897, p. 724-774 (texte intégral).